# Monti dei Draghi
Monti dei Draghi (in afrikaans Drakensberg; in inglese Drakensberg) è una catena montuosa dell'Africa meridionale.
Vi si trovano i rilievi più alti di tale regione, che raggiungono un picco di 3482 m s.l.m. a Thabana Ntlenyana, in Lesotho.
Si chiamano uKhahlamba ("barriera di lance") in lingua zulu.

## Geografia fisica
La catena attraversa la parte orientale del Sudafrica e ha una lunghezza approssimativa di 1 000 km, con un orientamento generale da sudovest a nordest. L'estremità settentrionale si piega però verso ovest, formando il confine fra Lesotho e Sudafrica, dove prende il nome di monti Maloti. La catena costituisce anche il confine fra le province sudafricane di KwaZulu-Natal e Free State. Dai Monti dei Draghi nascono numerosi fiumi; fra i più importanti si contano a ovest l'Orange e il Vaal e a est il Tugela.
Oltre a Thabana Ntlenyana, altre vette sono Mafadi (3 450 m), Makoaneng (3 416 m), Champagne Castle (3 377 m), Giant's Castle (3 315 m), Ben Macdhui (3 001 m) e Njesuthi (3 408 m), che è la più alta vetta del Sudafrica. Nel Lesotho l'altitudine decresce gradualmente verso la regione di Mpumalanga. Molte delle vette dei Monti dei Draghi sono sfide notevoli per gli alpinisti e alcuni dei picchi minori non sono stati ancora conquistati.
Geologicamente, i Monti dei Draghi sono un residuo dell'antico plateau africano. Gli strati di roccia superiori sono di basalto (per uno spessore che arriva a 1 500 m); più in basso si trova soprattutto arenaria. La morfologia tipica comprende blocchi scoscesi e pinnacoli. Nell'arenaria si aprono frequenti caverne, alcune delle quali conservano graffiti degli antichi boscimani.

## Clima
D'inverno nevica con regolarità; pioggia e nebbia sono frequenti tutto l'anno.

## Turismo

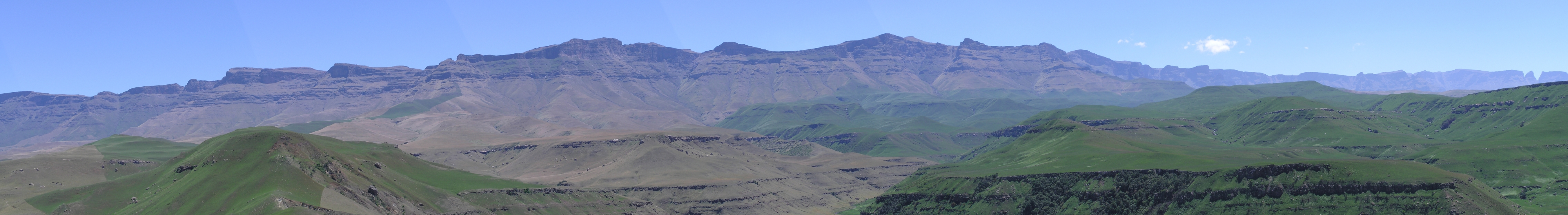
Panorama della regione Giant's Castle

I Monti dei Draghi sono oggetto di un crescente interesse da parte dell'industria del turismo. Lungo i fianchi della catena si sviluppano molte aree naturali protette, molte delle quali sono dotate di strutture di accoglienza. Il Parco nazionale di uKhahlamba Drakensberg, situato nella provincia di KwaZulu-Natal, è stato dichiarato Patrimonio dell'umanità dall'UNESCO nel 2000.
Il parco più celebre nella zona è tuttavia il Royal Natal National Park, che include le sorgenti del Tugela e le cascate del Tugela, le seconde più alte del mondo (948 m) dopo il Salto Angel (979 m).